# Park Natury Zalewu Szczecińskiego
Społeczny Rezerwat Ptaków Polder Czarnocin  został utworzony w czerwcu 2025 r. na obszarze ok. 500 ha należących do Stowarzyszenia na Rzecz Wybrzeża zlokalizowanych na Polderze Czarnocin, na terenach Natura 2000 Łąki Skoszewskie. Głównym celem tego oddolnego przedsięwzięcia jest aktywna ochrona ptaków wodno-błotnych, m.in. kropiatka, czajka, kszyk, krwawodziób, poprzez utrzymywanie odpowiedniego uwilgotnienia siedlisk oraz naturalny wypas